# الجمعية العلمية السعودية للهندسة الطبية الحيوية
الجمعية العلمية السعودية للهندسة الطبية الحيوية (بالإنجليزية: Saudi Scientific Society for Biomedical Engineering) هي منظمة علمية هندسية تأسست في عام 2003، تحت مظلة جامعة الملك عبد العزيز بجدة. وهي جمعية غير ربحية تقدم خدماتها لجميع العاملين و المهتمين في مجال هندسة الأجهزة الطبية الحيوية.

## التأسيس
تأسست الجمعية العلمية السعودية للهندسة الطبية الحيوية في عام 2003، تحت مظلة وزارة التعليم العالي السعودية ممثلة بجامعة الملك عبد العزيز بجدة، وهي جمعية غير ربحية تهتم في هندسة الأجهزة الطبية الحيوية.

## الأهداف
1. تحسين وتطوير التعليم عالي الجودة والتقدم الوظيفي مدى الحياة لمهندسي الطب الحيوي.
2. توفير فرص التواصل بين الأعضاء و بين الأوساط الأكاديمية والصناعية في الهندسة الطبية.
3. تسهيل تبادل الإنتاج العلمي والأفكار، والتعاون بين الهيئات والمنظمات ذات الصلة داخل المملكة العربية السعودية وخارجها.
4. تحسين الدور القيادي لمهندسي الطب الحيوي
5. تحسين الاعتراف بالهندسة الطبية الحيوية وإبرازها في القطاعين الحكومي والعام.